# Далеко від дому (Дискавері)

## Про епізод
Далеко від дому (Far From Home) — тридцять перший епізод американського телевізійного серіалу «Зоряний шлях: Дискавері» та другий в третьому сезоні. Епізод був написаний Олатунде Осунсанмі, а режисували Мішель Парадайз, Дженні Люмет та Алекс Курцман. Перший показ відбувся 22 жовтня 2020 року. Українською мовою озвучено студією «ДніпроФільм».

## Зміст
«Дискавері» рушає за Бернем у часову кротовину. Екіпаж втрачає свідомість й корабель летить через незвідане без керування. Команда опритомнює перед зіткненням з небесним тілом; «Дискавері» потрапляє на планету-льодовик. Корабель пошкоджений, а члени екіпажу поранені, в тому числі офіцер керма Кейла Детмер. При падінні відбулося аварійне відключення систем. Екіпаж зумів частково відновити керування системами і включити захисне поле — це пом'якшило падіння. Захисне поле вимкнено; «Дискавері» екстрено гальмується в льоду.
Детмер зуміла врятувати корабель при падінні — однак їй доводиться йти в лазарет. За відсутності зовнішніх й внутрішніх комунікацій екіпаж береться відновлювати внутрішні пошкодження. З допомогою найпростіших спостережень встановлено — це не Терралізіум, а на планеті є життя. Стамеца виводять з стану коми — важчим пораненим необхідні місця в лазареті. У розмові Тіллі й імператорка говорять, що для комунікатора не вистачає рубідію. Виконуючий обов'язки капітана Сару вирішує відремонтувати корабель перед вивченням зовнішнього світу, але їм бракує ресурсів, необхідних для завершення ремонту.
Сару і Сільвія Тіллі вирушають до сусіднього населеного пункту, щоб отримати необхідні ресурси — там виявлено 51 вид життя і кораблі з варп-двигунами. Однак кораблі без ознак дилітію — а отже не літають. Група контакту проходить підготовку в медлабі — щоби змогти дихати в місцевій атмосфері — й під керунком Сару вирушає до поселення. Група — це Сару і Тіллі.
При наближенні темної пори доби на планеті, в небі якої літає уламок її самої, команда «Дискавері» встановлює — вони потрапили в якийсь
паразитуючий лід. І лід виростає в тіні — при сутенінні обшивка корабля починає скрипіти. Тим часом Лінус відновлює зв'язок на 6-й палубі.
Сару і Тіллі виявляють групу бідних шахтарів, яких пригнічує кур'єр на ім'я Зарех. Шахтарі використовують програмований матеріал, щоб допомогти «Дискавері» в обмін на деяку кількість дилітію корабля, що дозволить їм покинути планету і врятуватися від Зареха. На «Дискавері» сірий від болю Стамец лізе по драбині лагодити труби Коннолі. Один із робітників відновлює рубідієвий транслятор і замріюється про свою майбутню можливість стати частиною зіркового флоту. Однак Зарех приїжджає і розуміє — «Дискавері» — мандрівник в часі. Зарех атакує групу, вбиваючи одного з шахтарів і плануючи взяти весь «Дискавері» з дилітієм. Зарех повідмляє — паразитуючий лід розчавить корпус «Дискавері». Поплічники Зареха вкидають у приміщення імператрицю — вони знайшли її неподалік. Зарех кілька разів стріляє для завдання болю імператриці.
Філіпа Джорджі, всупереч наказу Сару, знешкоджує Зареха і його людей. При цьому воює і Сару. Екіпаж повертається до «Дискавері» з необхідними ресурсами, але паразитичний лід льодовика охопив корабель, і він не може злетіти. Стамецу й інженерці вдається відновити живлення внутрішніх секцій корабля. Джорджі в фантасмагоричній сцені здає зброю Сару. Брат загиблого вирішує відпустити кур'єра — назовні в ніч. З другої сторони кур'єра до чемности научує імператорка.
Експедиційна група з допомогою особистого транспортера із майбутнього повертається на «Дискавері». Вони не виграють у паразтитичного льоду. Поки Бернем не прибуде і не звільнить їх кораблем Бука. Майкл чекала на «Дискавері» рік.

## Сприйняття та відгуки
Станом на липень 2021 року на сайті «IMDb» серія отримала 7.1 бала підтримки з можливих 10 при 2971 голосі користувачів.
Оглядач Скотт Колура для «IGN» писав так: «Це вихідний тиждень для „Зоряного шляху: Відкриття“ з частиною „Далеко від дому“, який, здається, багато часу бігає по воді. Хоча приємно повертатися до частини розширеним складом серіалу, у цьому епізоді мало що переконливо».
В огляді для «Den of Geek» Кейті Барт відзначала: «Як і прем'єра сезону, цей епізод також був режисований Олатунде Осунсанмі, й це було прекрасно. Хоча дуже радісно побачити Майкл та екіпаж „Дискавері“ возз'єднаними, було б цікаво провести хороший уривок сезону, в якому б чергувалися епізоди між цими двома групами, на зразок 3 сезону „На краю Всесвіту“, і лише попрацювавши добре над їх порядовістю в сезоні. Але і з цим варіантом добре».
Оглядач Зак Гендлен для «The A.V. Club» зазначав так: «Це розумне, ефектне художнє полотно, і актори роблять все можливе. Це не класика Треку, але прекрасний приклад того, що робить Trek такою привабливою франшизою, зосереджуючись на екіпажі, дозволяючи їм діяти самостійно в ситуаціях сильного стресу. Світобудова теж добра; ідея „паразитичного льоду“ настільки крута і моторошна, що я хотів би, аби цілий епізод був зосереджений навколо нього. На щастя, те, що ми отримали, працює прекрасно, саме як є».
Скотт Сноуден в огляді для «Space.com» відзначив так: «Друга частина третього сезону не така гарна, як прем'єрний епізод, однак у неї є чудова дія, і вона все ще значно краща за більшість з того, що ми отримали у другому сезоні».

## Знімались
| Актор               | Роль                |
| ------------------- | ------------------- |
| Сонеква Мартін-Грін | Майкл Бернем        |
| Даг Джонс           | Сару                |
| Ентоні Репп         | Пол Стамец          |
| Мері Вайзман        | Сільвія Тіллі       |
| Вілсон Круз         | Гаг Калбер          |
| Рейчел Анчеріл      | Нган                |
| Мішель Єо           | Філіппа Джорджі     |
| Тіг Нотаро          | Джетт Рено          |
| Джейк Вебер         | Зарех               |
| Емілі Коутс         | Кейта Делмер        |
| Патрік Квок-Чун     | Ріс                 |
| Ойїн Оладейо        | Джоаг Овосекун      |
| Ронні Роу           | лейтенант Брюс      |
| Сара Мітіч          | лейтенантка Нільсон |
| Рейвен Дауда        | Трейсі Поллард      |